# Kukur Tihar
Kukur Tihar (también llamado Narak Chaturdashi) es un festival anual Hindú que se origina en Nepal, se celebra durante el segundo día de Tihar y cae entre octubre y noviembre. El segundo día de Tihar, llamado Kukur Tihar, es dedicado a venerar a los perros, durante el festival la gente venera a los perros para tener contento a Iama, el dios de la muerte, ya que son considerados sus mensajeros.
Los perros son decorados con una guirnalda alrededor de su cuello, principalmente hecha de flores de cempasúchil y con un Tilaka
Los que les veneran,  les ofrecen alimentos como carne, leche, huevo y alimento para perros. Es considerado un pecado si alguien actúa de manera irrespetuosa hacia algún perro durante este día.
El Kukur Tihar es también celebrado alrededor del mundo por la diáspora nepalí.